# Liberty International
Liberty International este un REIT (Real Estate Investment Trust - trust imobiliar) listat pe London Stock Exchange, ce deține în portofoliu diverse centre comerciale și proprietăți rezidențiale.